# Harry Horner
Pour les articles homonymes, voir Horner.
Harry Horner, de son vrai nom Heinrich Horner, est un directeur artistique et un réalisateur américain, d'origine austro-hongroise, né le 24 juillet 1910 à Holice (actuellement en République tchèque, mais alors en Autriche-Hongrie) et mort le 5 décembre 1994 à Los Angeles dans le quartier de Pacific Palisades (Californie).

## Biographie
Harry Horner étudie l'architecture à Vienne, puis devient l'assistant de Max Reinhardt. Il suit ce dernier au Royaume-Uni puis aux États-Unis, lorsqu'il émigre en 1935 pour échapper au régime nazi,,.
À New York, Reinhardt lui fait rencontrer Norman Bel Geddes, qui l'aide à trouver du travail comme décorateur à Broadway. Au cours des années qui suivent, Horner fait des décors pour des pièces de théâtre, des comédies musicales et aussi pour des productions au Metropolitan Opera.
Il est naturalisé américain en 1938.En 1940, il part sur la côte ouest et travaille pour le cinéma, comme réalisateur et comme directeur artistique. À la fin des années 1950, il arrête la réalisation pour se consacrer exclusivement à la direction artistique.
C'est le père de James Horner, compositeur de la musique de Titanic.

## Théâtre
à Broadway
- 1937 : The Eternal Road (assistant à la mise en scène)
- 1938 : Gloriana (décors)
- 1938 : Escape This Night (écriture, décors)
- 1938 : All the Living (décors)
- 1939 : The World We Make (décors)
- 1939 : Family Portrait (décors, costumes)
- 1939 : Jeremiah (décors)
- 1940 : The Weak Link (décors)
- 1940 : The Burning Deck (décors)
- 1940 : Reunion in New York (décors)
- 1941 : In Time to Come (décors)
- 1941 : Banjo Eyes (décors)
- 1941 : Let's Face It! (décors)
- 1941 : Lady in the Dark (décors)
- 1941 : Five Alarm Waltz (décors)
- 1942 : Star and Garter (décors)
- 1942 : The Walking Gentleman (décors)
- 1942 : A Kiss for Cinderella (décors)
- 1942 : Heart of a City (décors)
- 1942 : Lily of the Valley (décors, lumières)
- 1943 : Winged Victory (décors)
- 1943 : Lady in the Dark (décors)
- 1946 : Christopher Blake (décors, lumières)
- 1948 : Joy to the World (décors)
- 1948 : Me and Molly (décors)
- 1952 : Tovarich (décors, mise en scène)
- 1953 : Hazel Flagg (décors, lumières)
- 1961 : How to Make a Man (décors)

## Filmographie

### comme réalisateur
- 1952 : Beware, My Lovely
- 1952 : La Planète rouge (Red Planet Mars)
- 1953 : Douglas Fairbanks, Jr., Presents (1 épisode)
- 1953 : Le crime était signé (Vicki)
- 1954 : Omnibus (3 épisodes)
- 1954 : New Faces (en)
- 1954-1957 : Cavalcade of America (2 épisodes)
- 1955 : Four Star Playhouse (1 épisode)
- 1955 : La Sixième Victime (en)
- 1955-1956 : TV Reader's Digest (8 épisodes)
- 1956 : The Wanderer (téléfilm)
- 1956 : La Nuit bestiale (en)
- 1956 : Le Tueur et la belle (en)
- 1956 : Gunsmoke (1 épisode)
- 1958 : Shirley Temple's Storybook (2 épisodes)
- 1959 : World of Giants (2 épisodes)
- 1959 : The Rough Riders (1 épisode)
- 1959 : Lux Playhouse (1 épisode)
- 1959-1960 : R.C.M.P. (4 épisodes)

### comme directeur artistique
- 1940 : Une petite ville sans histoire (Our Town) de Sam Wood
- 1943 : Le Cabaret des étoiles (Stage Door Canteen) de Frank Borzage
- 1943 : Le Triomphe de Tarzan (Tarzan Triumphs) de Wilhelm Thiele
- 1947 : Othello (A Double Life) de George Cukor
- 1949 : L'Héritière (The Heiress) de William Wyler
- 1950 : Comment l'esprit vient aux femmes (Born Yesterday) de George Cukor
- 1950 : Outrage d'Ida Lupino
- 1950 : Tarzan et la belle esclave (Tarzan and the Slave Girl) de Lee Sholem
- 1951 : Menace dans la nuit (He Ran All the Way) de John Berry
- 1952 : Androclès et le Lion (Androcles and the Lion) de Chester Erskine et Nicholas Ray
- 1952 : Curtain Call (1 épisode)
- 1958 : Tables séparées (Separate Tables) de Delbert Mann
- 1959 : L'Aventurier du Rio Grande (The Wonderful Country) de Robert Parrish
- 1961 : L'Arnaqueur (The Hustler) de Robert Rossen
- 1964 : The Luck of Ginger Coffey (en) d'Irvin Kershner
- 1969 : On achève bien les chevaux (They Shoot Horses, Don't They?) de Sydney Pollack
- 1971 : Qui est Harry Kellerman ? (Who Is Harry Kellerman and Why Is He Saying Those Terrible Things About Me?) d'Ulu Grosbard
- 1972 : Up the Sandbox (en) d'Irvin Kershner
- 1975 : The Black Bird (en) de David Giler
- 1976 : Deux Farfelus à New York (Harry and Walter Go to New York) de Mark Rydell
- 1977 : Audrey Rose de Robert Wise
- 1978 : Le Temps d'une romance (Moment by Moment) de Jane Wagner
- 1978 : Driver (The Driver) de Walter Hill
- 1979 : Strangers: The Story of a Mother and Daughter (Téléfilm)
- 1980 : Le Chanteur de jazz (The Jazz Singer) de Richard Fleischer

## Distinctions
- Oscar des meilleurs décors

Récompenses
- en 1950 pour L'Héritière
- en 1962 pour L'Arnaqueur

Nominations
- en 1970 pour On achève bien les chevaux